# Castell d'Olorda
El castell d'Olorda, situat a la serra de Collserola vora el Puig d'Olorda i la Pedrera dels Ocells, pertany al municipi de Barcelona, és un castell desaparegut de localització incerta. Algunes fonts el situen al mateix cim del puig d'Olorda. En canvi, d'altres l'identifiquen com el casalot situat al costat de l'ermita de Santa Creu d'Olorda.

## Història
A Olorda hi hagué castell tal com ho confirma el fogatge de 1365-70, si bé sabem que el 1355 el Castell Delorda havia estat venut a Pere des Llor, pare de Simó, pel rei Pere el Cerimoniós, i uns vint anys després el Castell de Lorda pertanyia a Berenguer de Relat, que també posseïa el Castell Ciuró.
El 1471 aquests dos castells pertanyien a Lluís de Relat, el 1537 al donzell Lluís Pou i el 1542 a Lluís Desvalls qui va vendre els termes dels dos castells als Requesens-Zúñiga, família mestressa aleshores de la baronia de Castell Vell de Rosanes.
Queda ben clar que els castells de Ciuró i d'Olorda sempre anaren de bracet pel que fa a la història comuna, si bé el d'Olorda sempre va tenir una funció més de guaita per la qual es malmeté abans en perdre més aviat la funció per la que va ser edificat. Informacions del 1430 ja ens parlen d'un edifici molt malmès sota el nom de Castro del Orde.
La jurisdicció del castell d'Olorda incloïa els territoris de Vallvidrera i Sant Bartomeu de la Quadra, però no tingué mai una vida pròpia perquè els senyors preferiren sempre viure al castell Ciuró on hi havia més facilitats i una millor comunicació amb la resta de viles de la comarca.